# Abdul Manaf Nurudeen
Abdul Manaf Nurudeen (Acra, 8 de febrero de 1999) es un futbolista ghanés que juega en la demarcación de portero para el K. A. S. Eupen de la Segunda División de Bélgica.

## Selección nacional
Tras jugar con las categorías inferiores, finalmente hizo su debut con la selección de fútbol de Ghana el 5 de enero de 2022 en un encuentro amistoso contra Argelia que finalizó con un resultado de 3-0 a favor del combinado argelino tras los goles de Adam Ounas, Islam Slimani y un autogol de Jonathan Mensah.

## Clubes
| Club           | País    | Año   | Partidos | Goles |
| -------------- | ------- | ----- | -------- | ----- |
| K. A. S. Eupen | Bélgica | 2017- | 43       | 0     |